# Jowi Schmitz
Jowi Schmitz (Leiderdorp, 12 juli 1972) is een Nederlandse schrijfster van jeugdboeken en boeken voor volwassenen. Daarnaast is zij theaterrecensent.

## Levensloop
Jowi Schmitz studeerde Culturele Studies aan de Universiteit van Amsterdam. Zij werkte enige jaren bij Man bijt Hond. 
Schmitz begon haar schrijverscarrière met twee romans voor volwassenen. In 2011 publiceerde zij haar eerste kinderboek, Ik heet Olivia en daar kan ik ook niets aan doen, dat in 2012 werd geselecteerd voor de White Ravens. 
Schmitz woont met haar twee zoons op een boot in Amsterdam. Het wonen op een boot inspireerde haar tot het maken van een boek over woonbootbewoners, Nooit nooit nooit meer aan de wal (2013). Over de geboorte van haar zoon Milo schreef zij het boek Te vroeg geboren. Dagboek over mijn zoon (2014). 
In april 2022 ontving Schmitz een projectsubsidie van het Nederlands Letterenfonds voor een kinderboek, uit te geven bij Hoogland & Van Klaveren.

## Prijzen
- Ik heet Olivia en daar kan ik ook niks aan doen: Vlag en Wimpel 2012. De Duitse vertaling Olivia. Manchmal kommt das Glück von ganz allein won de Duitse LUCHS-maandprijs van Die Zeit en Radio Bremen.[2]
- Te vroeg geboren: Grote Inktslaaf Literatuurprijs 2014.
- Weg: Dioraphte Literatuur prijs 2017.
- Beste Broers: Zilveren Griffel 2021.

## Nominaties
Kus van je zus werd genomineerd voor de BNG Bank Literatuurprijs 2007.
- Gemeinsame Normdatei: 17396222X
- International Standard Name Identifier: 0000 0000 4331 5580
- Library of Congress Control Number: nb2006003105
- Nederlandse Thesaurus van Auteursnamen: 253721326
- Système universitaire de documentation: 200219456
- Virtual International Authority File: 29053356